# 山岸健太
山岸 健太（やまぎし けんた、1993年11月10日 - ）は、埼玉県出身の俳優、歌手。アパッチ所属。

## 人物
身長170cm。体重62kg。
趣味映画鑑賞。特技はギター。

## 出演作品

### テレビドラマ
- 水ドラ!! / わにとかげぎす 第8、9話（2017年、TBS）
- 連続ドラマW / イアリー 見えない顔 第1、2話（2018年、WOWOW）
- 土曜プレミアム / 教場（2020年、フジテレビ） - 岸田征史
- 水ドラ25 / 東京デザインが生まれる日 第1、2話（2020年、テレビ東京）
- 火曜ドラマ / ファイトソング 第2、3、6、7話（2022年、TBS） - 修二
- 暴太郎戦隊ドンブラザーズ ドン31話（2022年、テレビ朝日） - 乾龍二
- 親愛なる僕へ殺意をこめて（2022年、フジテレビ）

### 映画
- 億男（2018年、東宝）
- 東京藝術大学大学院映像研究科映画専攻
  - 13期修了作品「夜のそと」（2019年）
  - 芳泉文化財団助成作品「stay」（2021年）
- さよならくちびる（2019年、ギャガ）
- ネメシス 黄金螺旋の謎（2023年、ワーナー）

### 舞台
- 三人姉妹はホントにモスクワに行きたがっているのか?（2017年）
- 昼下がりの思春期たちは漂う狼のようだ（2021年）

### CM
- JR東北 「行くぜ、東北」（2018年）
- 第一生命保険 「ジャスト」（2019年）
- アイフル 「本音のアイちゃん」（2020年）※WEB CM
- 日本コカ・コーラ リアルゴールド（2022年）
- リクルートホールディングス SUUMO（2022年）

### 配信ドラマ
- スマホラー「迷う」（2021年）